# Mützel (Genthin)
Mützel ist ein Ortsteil der gleichnamigen Ortschaft der Stadt Genthin im Landkreis Jerichower Land in Sachsen-Anhalt, Deutschland.

## Geographie
Nördlich von Mützel liegt die Stadt Genthin. Im Westen, außerhalb des Ortes, verläuft die Bundesstraße 107 von Genthin nach Ziesar. Nördlich von Mützel verläuft die Bahnstrecke Berlin–Magdeburg. Die nächstgelegene Autobahnanschlussstelle ist die Abfahrt Schopsdorf/Ziesar an der A 2.
Der Ortsteil Mützel bildet zusammen mit dem Ortsteil Hüttermühle die Ortschaft Mützel.

## Geschichte
Nach dem zweiten schlesischen Krieg erfolgte, auf Anordnung des preußischen Königs Friedrich II. vom 16. Dezember 1754, die Gründung eines Kolonistendorfes. Aus diesem Kolonistendorf entstand das heutige Mützel.

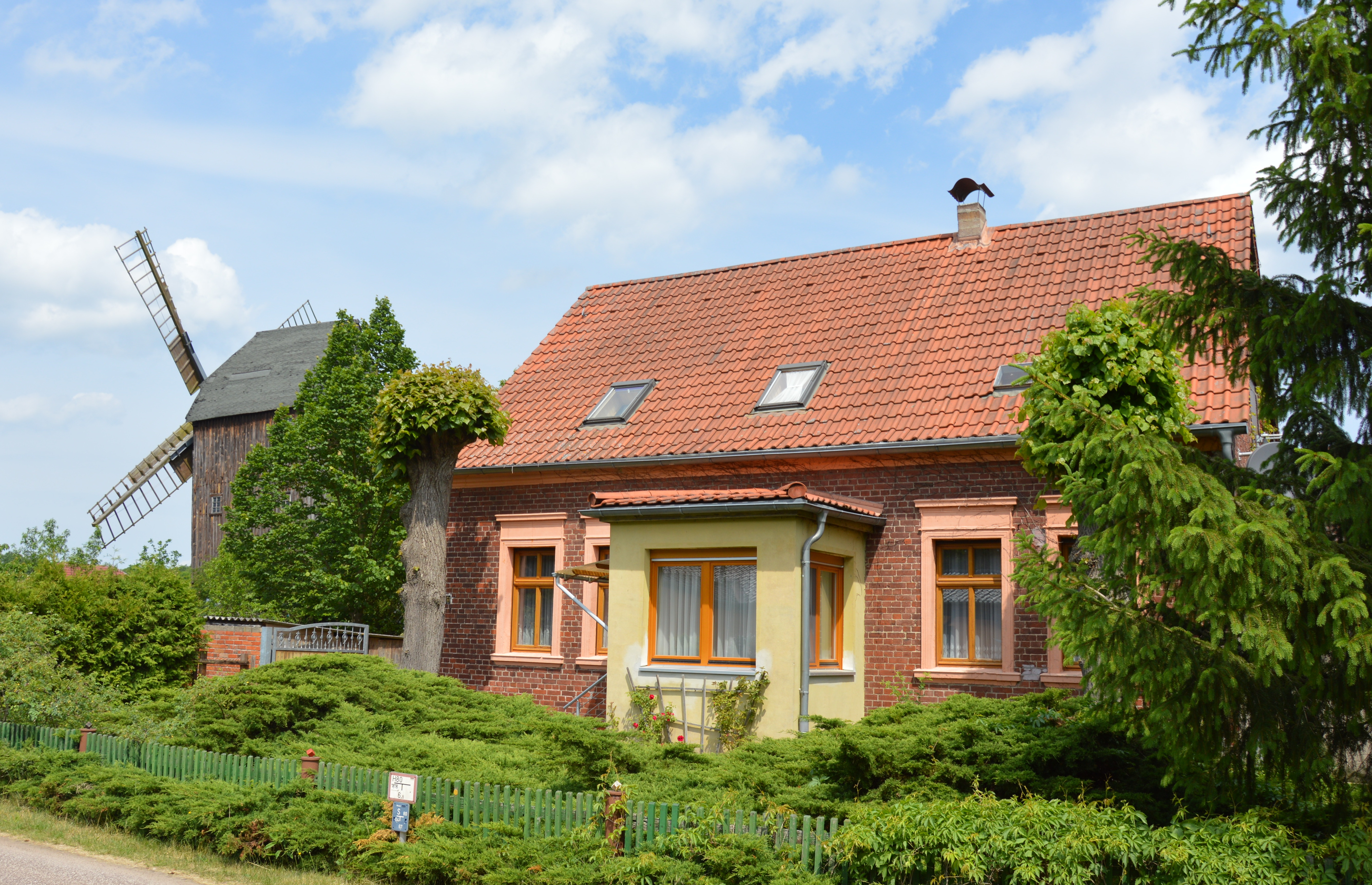
Kageler Mühle

Zu den Haupteinnahmequellen der Anfangszeit gehörte der Torfabbau. Außer dem Torfabbau betrieben die Bewohner vor allem die Torfschifffahrt. Der Torf wurde mit Handkähnen auf dem 7,5 km langen Torfschifffahrtskanal zur Torfablage nach Genthin gebracht. Dort wurde er in Schiffe des Plauer Kanals verladen und zur Saline nach Schönebeck gebracht. Für die Torfschifffahrt wurden im Fiener über 70 Wasserbauwerke errichtet, davon kann die Sandforthschleuse heute als technisches Denkmal betrachtet werden.

## Politik

### Bürgermeister
Der Ortsbürgermeister der Ortschaft Mützel ist Rüdiger Feuerherdt.

### Wappen
| Wappen von Mützel | Blasonierung: „Halbgespalten und erniedrigt geteilt; oben vorn in Silber ein golden-bewehrter schwarzer Adler mit silbernen Kleestengeln auf den Flügeln; oben hinten in Blau eine silberne Bockwindmühle; unten eine oben und an den Seiten anstoßende gemauerte einbogige rote Brücke, im silbernen Feld unter dem Bogen drei blaue Wellenleisten.“ |
| Wappen von Mützel | Wappenbegründung: Der schwarze Preußenadler spielt auf die Entstehung des Ortes an. Er entstand auf Anordnung Friedrich II. im Jahre 1755 als Kolonisten-Etablissements. Auch heute noch nennt sich der Ort Preußendorf. Die Besinnung auf die preußischen Wurzeln und der Bezug zum König Friedrich II. haben 250 Jahre angehalten und sind noch wach. Dementsprechend finden sich im Dorf zahlreiche preußische Symbole – vom Preußenadler auf der Kirchturmspitze (statt Kreuz) bis zum Preußenhaus mit Ortsmuseum. Die Mühle steht für die Landwirtschaft und den ländlich geprägten Raum, aber auch für die als Wahrzeichen des Ortes existierende Bockwindmühle. Sie wurde im Jahre 1815 vom Müller Storbeck aus Scharteucke nach Mützel umgesetzt, wo sie noch heute steht. Der Brückenbogen mit den Wellenleisten verweist auf den Torfabbau, der andere Haupterwerbszweig des aufblühenden Ortes. Am Rande des Fieners gelegen, konnte der gewonnene Torf über angelegte Kanäle, Brücken und Schleusen mit speziellen Torfkähnen bis nach Genthin transportiert werden. Das Wappen wurde vom Heraldiker Jörg Mantzsch aus Magdeburg gestaltet und am 7. Juli 2015 unter der Registratur 39 ST in die Deutsche Ortswappenrolle (DOWR) des HEROLD eingetragen und dokumentiert. Gestiftet wurde es vom Ortsfeuerwehrverein Mützel e. V., um es als Symbol der örtlich-lokalen Identität außerhalb von Amtshandlungen zu führen. |

Historisches Wappenbild

Altes Siegel der Gemeinde Mützel

Die ehemalige Gemeinde Mützel führte in ihrem Gemeindesiegel schon einmal ein wappenähnliches Siegelbild. Dieses wurde im Zeitraum nach dem Zweiten Weltkrieg bis ca. der Einführung der Bezirke und Kreise in der DDR (1945–1952) benutzt.
Eine weitere Quelle ist das Kreisheimatmuseum in Genthin.

## Kulturdenkmale
- Kageler Mühle (am südlichen Ortsrand gelegen)
- Dorfkirche Mützel
- Kriegerdenkmal
- Sandforthschleuse

## Quelle
- Mützel, Ortschaft der Stadt Genthin, abgerufen am 6. Juni 2017